# Gloria Swanson
Gloria Swanson (n. 27 martie 1899, Chicago, Illinois, SUA – d. 4 aprilie 1983, New York City, New York, SUA) a fost una din cele mai importante dive ale filmului mut hollywoodian.

## Filmografie
- 1914 The Song of the Soul – scurtmetraj

- 1925 Madame Sans-Gêne, regia Léonce Perret

- 1950 Bulevardul amurgului (Sunset Boulevard), regia Billy Wilder

- 1974 Aeroport '75 (Airport 1975), regia Jack Smight

## Legături externe
- Materiale media legate de Gloria Swanson la Wikimedia Commons
- Gloria Swanson la Internet Movie Database